# Informatica (tijdschrift)
Informatica is een internationaal, aan collegiale toetsing onderworpen wetenschappelijk tijdschrift op het gebied van de informatiesystemen en toegepaste wiskunde. Het wordt uitgegeven door IOS Press en verschijnt 4 keer per jaar. De hoofdredacteur is Jonas Mockus (Universiteit van Vilnius).